# Jacqueline Soliz
Jacqueline Solíz (22 de septiembre de 1964) es una exatleta boliviana que participó en los Juegos Olímpicos de Barcelona 1992 en los 4 × 400 metros femeninos.

## Trayectoria
El 7 de junio de 1987 consiguió batir el récord nacional de Bolivia de los 4 x 400 metros junto a Magali Mercado, Niusha Mancilla, Moré Galetovic. Su marca, 3:57.00, tardó 23 años en batirse por Leslie Arnéz, Alison Sánchez, Carla Cavero y Marysabel Romero, que lo hicieron durante los Juegos Suramericanos de 2010. Sin embargo, un día después de la competición, la Federación Boliviana de Atletismo anunció la pérdida de la medalla por el dopaje de una de sus componentes. En 1993 en los XII Juegos Bolivarianos compitió en los 400 metros lisos, terminando en tercer lugar tras las colombianas Norfalia Carabali y Patricia Rodríguez, con un tiempo de 56:56.
Al año siguiente, y antes de participar en los Juegos Olímpicos, formó parte del equipo boliviano que acudió al Campeonato Iberoamericano de Atletismo en Sevilla. Participó en el 4 x 100 junto a Moré Galetovic, Ana María Luzio y Sandra Antelo, terminando en sexto lugar con un tiempo de 48.56, y en el 4 x 400 junto a Galetovic, Amparo Burgos y Antelo, siendo cuartas con un tiempo de 3:55.46. En los Juegos disputó el 4 x 400 junto a Antelo, Gloria Burgos y Galetovic. Fueron eliminadas tras quedar séptimas en la segunda serie clasificatoria con un tiempo de 3:53.65.